# Hymns
Hymns —en español: Himnos— es el quinto álbum de estudio de la banda británica Bloc Party y el primero en presentar a los nuevos miembros Justin Harris (bajo) y Louise Bartle (batería). Fue publicado el 29 de enero de 2016. El álbum se grabó entre marzo y agosto de 2015, en los Lynchmob Studios en Londres, tras un paréntesis que supuso la salida del grupo de los miembros Matt Tong y Gordon Moakes. Hymns se inspiró en muchas fuentes y se centra más en la música electrónica en comparación con el álbum anterior, Four (2012), que supuso una vuelta al Bloc Party más rock tras experimentar con la música electrónica en su tercer álbum de estudio, Intimacy (2008). Tras su salida, el álbum recibió críticas variadas por parte de la crítica. Se presentaron tres singles de este álbum: "The Love Within", "The Good News", y "Virtue". Todos ellos tuvieron un escaso éxito comercial.

## Antecedentes
Durante la gira de verano de 2013, el baterista Matt Tong dejó la banda. Lissack dijo a un periódico canadiense, el National Post que la banda estaba planeando tomar una pausa indefinida tras su aparición en el Latitude Festival el 19 de julio. En septiembre de 2014, Okereke declaró que Bloc Party estaban trabajando en un quinto álbum. En marzo de 2015, el bajista Gordon Moakes tuiteó que había roto su relación con Bloc Party.

## Composición
Hymns se inspira en varias fuentes, como el álbum Spirit of Eden de la banda Talk Talk y A Love Supreme del artista de jazz John Coltrane, así como Donna Summer y su canción "State of Independence" o la canción gospel  "May the Work I’ve Done Speak for Me" del grupo The Consolers. Los poemas ilustrados "Songs of Innocence and Experience" de William Blake, especialmente "Laughing Song", han sido también fuente de inspiración para las letras. 
Okereke visitó la casa de sus padres antes de la grabación y encontró varios himnos y recuerdos religiosos de su juventud y utiliza éstos para hacer un álbum de meditación espiritual. "Only He Can Heal Me" es un reflejo de la canción hebrea "Shalom Chaverin".

## Lista de canciones
Todas las canciones escritas y compuestas por Bloc Party. 
| N.º | Título                | Duración |  |
| 1.  | «The Love Within»     | 4:37     |  |
| 2.  | «Only He Can Heal Me» | 4:04     |  |
| 3.  | «So Real»             | 3:23     |  |
| 4.  | «The Good News»       | 3:49     |  |
| 5.  | «Fortress»            | 4:38     |  |
| 6.  | «Different Drugs»     | 5:26     |  |
| 7.  | «Into the Earth»      | 3:59     |  |
| 8.  | «My True Name»        | 5:34     |  |
| 9.  | «Virtue»              | 3:57     |  |
| 10. | «Exes»                | 4:04     |  |
| 11. | «Living Lux»          | 4:06     |  |

Deluxe Edition
| Deluxe edition bonus tracks |                |          |  |
| N.º                         | Título         | Duración |  |
| 12.                         | «Eden»         | 4:00     |  |
| 13.                         | «Paradiso»     | 4:40     |  |
| 14.                         | «New Blood»    | 3:58     |  |
| 15.                         | «Evening Song» | 4:46     |  |

Vinyl Edition
| Vinyl edition hidden track |                     |          |  |
| N.º                        | Título              | Duración |  |
| 16.                        | «The God Vibration» | 2:54     |  |

## Posicionamiento en listas
| Lista (2016)                    | Puesto más alto |
| ------------------------------- | --------------- |
| Australia (ARIA)                | 15              |
| Austria (Ö3 Austria)            | 29              |
| Bélgica (Ultratop flamenca)     | 25              |
| Bélgica (Ultratop valona)       | 39              |
| Países Bajos (Album Top 100)    | 78              |
| Francia (SNEP)                  | 84              |
| Alemania (Media Control Charts) | 30              |
| Irlanda (IRMA)                  | 61              |
| Suiza (Schweizer Hitparade)     | 38              |
| Reino Unido (UK Albums Chart)   | 12              |
| Estados Unidos (Billboard 200)  | 198             |

## Personal
Bloc Party
- Kele Okereke - voz principal, guitarra rítmica
- Russell Lissack - guitarra principal
- Justin Harris - bajo, coros, sintetizadores
- Louise Bartle - batería, coros